# Joint Base Pearl Harbor-Hickam
Joint Base Pearl Harbor-Hickam (JBPHH) – amerykańska morsko-lotnicza baza wojskowa, powstała w wyniku przemianowania z dotychczasowej bazy morskiej Naval Station Pearl Harbor na Hawajach i jej połączenia 31 stycznia 2010 roku z bazą lotniczą Hickam Air Force Base. Jako jednostka organizacyjna marynarki wojennej Stanów Zjednoczonych, baza nieprzerwanie funkcjonuje od 1899 roku. 7 grudnia 1941 roku baza ta stała się celem kombinowanego ataku zespołu uderzeniowego floty Cesarstwa Japonii, co postawiło Stany Zjednoczone wobec konieczności otwartego przystąpienia do II wojny światowej i rozpoczęło zasadniczą część wojny na Pacyfiku. Współcześnie, baza stanowi największą terytorialnie i o największym znaczeniu strategicznym instalację United States Navy na Pacyfiku poza terytorium kontynentalnych Stanów Zjednoczonych, mieszczącą siedziby siedmiu dowództw US Navy, w tym dowództwa amerykańskiej Floty Pacyfiku. 26 maja 1939 roku, rozkazem numer 8143, cały rejon Pearl Harbor został ustanowiony "Obronnym Obszarem Morskim" (Defensive Sea Area).

## Infrastruktura i personel
Joint Base Pearl Harbor-Hickam wspiera 50 jednostek floty Stanów Zjednoczonych dla których jest portem macierzystym. Od czasu połączenia z byłą bazą okrętów podwodnych, baza zapewnia także wsparcie dla okrętów podwodnych US Navy. W tym celu, zatrudnienie w Joint Base Pearl Harbor-Hickam znajduje ponad 2000 osób personelu wojskowego i cywilnego.

## Dowództwa
Pearl Harbor-Hickam jest siedzibą siedmiu dowództw, w tym przede wszystkim dowództwa amerykańskiej Floty Pacyfiku oraz Pacific Air Forces - jednego z dwóch, obok United States Air Forces in Europe największych dowództw amerykańskich sił powietrznych poza kontynentalnymi Stanami Zjednoczonymi, a także Naval Surface Group Middle Pacific, Submarine Force US Pacific Fleet oraz Drugiego Skrzydła Powietrznego Patrolu i Rekonesansu.

## Oficjalna strona internetowa bazy
CNIC: Joint Base Pearl Harbor-Hickam. [dostęp 2010-11-28]. [zarchiwizowane z tego adresu (2010-12-29)]. (ang.).